# Bogenšperk (Šmartno pri Litiji)
Bogenšperk is een plaats in Slovenië die deel uitmaakt van de Sloveense gemeente Šmartno pri Litiji in de NUTS-3-regio Osrednjeslovenska. De Duitse naam is Wagensberg. Het dorp ligt bij Grad Bogenšperk, een 16e-eeuws kasteel dat gebouwd werd door het geslacht Wagen, als vervanging voor het nabijgelegen oude kasteel Lichtenberg dat ernstig vervallen was.